# Höhenkirchen-Siegertsbrunn

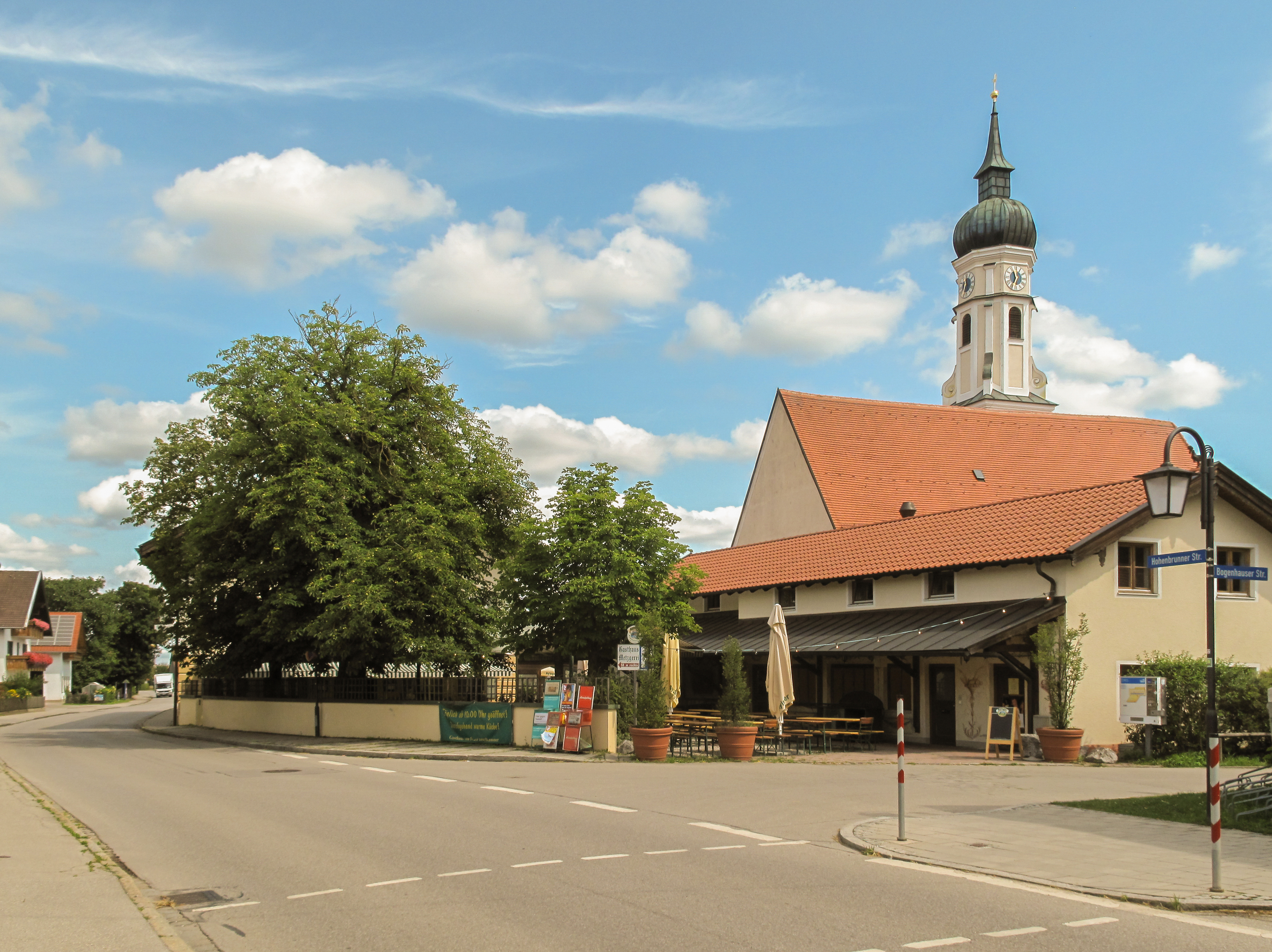
Siegertsbrunn, kerktoren in straatzicht

Höhenkirchen-Siegertsbrunn is een gemeente in de Duitse deelstaat Beieren, en maakt deel uit van het Landkreis München.
Höhenkirchen-Siegertsbrunn telt 11.004 inwoners.
Aschheim ·
Aying ·
Baierbrunn ·
Brunnthal ·
Feldkirchen ·
Garching bei München ·
Gräfelfing ·
Grasbrunn ·
Grünwald ·
Haar ·
Hohenbrunn ·
Höhenkirchen-Siegertsbrunn ·
Ismaning ·
Kirchheim bei München ·
Neubiberg ·
Neuried ·
Oberhaching ·
Oberschleißheim ·
Ottobrunn ·
Planegg ·
Pullach im Isartal ·
Putzbrunn ·
Sauerlach ·
Schäftlarn ·
Straßlach-Dingharting ·
Taufkirchen ·
Unterföhring ·
Unterhaching ·
Unterschleißheim